# Eduardo dos Santos
Eduardo Ribeiro dos Santos, igualmente conhecido como Eduardo dos Santos ou pelo pseudónimo Edurisa (Bonfim, 10 de Junho de 1893 - Porto, 16 de Janeiro de 1946), foi um jornalista e escritor português.

## Carreira
Desde novo que tinha revelado uma vocação para as letras, pelo que começou a publicar obras poéticas e literárias em diversos periódicos no Porto. Posteriormente, começou a redigir crítica teatral, com o pseudónimo Edurisa, tendo-se destacado nesta matéria. Também foi um cronista sobre as artes plásticas, o cinema e a literatura.
Como representante do periódico O Comércio do Porto, acompanhou uma vez o chefe de estado na sua viagem ao Ultramar. Exerceu igualmente como secretário em vários jornais, como director dos semanários O Radium, O Eco, e A Troça, e foi cronista-correspondente do Diário de Lisboa no Porto.
Como escritor, deixou várias obras publicadas, tendo deixado por acabar o livro Portugal Eterno, sobre as comemorações centenárias.

## Falecimento e vida pessoal
Faleceu no dia 16 de Janeiro de 1946, no Porto; contava com 52 anos de idade. Quando morreu, já era viúvo, tendo dois filhos, Maria Eduarda de Sousa Delgado da Silva Ribeiro dos Santos, e Fernando Eduardo de Sousa Delgado da Silva Ribeiro dos Santos. Era irmão de Albertina Ribeira dos Santos.

## Obras publicadas[1]
- Rábulas sobre gente e cousas de teatro
- Lourdes
- A rota de guerra no norte de Espanha
- Terras gloriosas do Império[3]